# Hreljići
Hreljići is een plaats in de gemeente Marčana in de Kroatische provincie Istrië. De plaats telt 116 inwoners (2001).